# Ivan Wolffers
Ivan Norbert Wolffers (Amersfoort, 17 mei 1948 – Bilthoven, 7 oktober 2022) was schrijver, arts en hoogleraar.

## Levensloop
Na de HBS B in Amersfoort studeerde Wolffers geneeskunde aan de Universiteit Utrecht. Door zijn studiekeuze hoefde hij na de middelbare school niet direct in militaire dienst. Begin jaren zeventig zette hij met studiegenoten de eerste gezondheidswinkels op: zo probeerden ze de gezondheidszorg dichter bij de gebruikers te brengen en informatie toegankelijker te maken.
Op 30 januari 1971 ontmoette hij Marion Bloem, met wie hij later trouwde. Ze reisden en schreven samen en kregen in 1973 een zoon, Kaja Wolffers. In 1975 was Wolffers afgestudeerd en volgde de huisartsopleiding, waarbij hij overdag werkte in een Utrechtse huisartsenpraktijk. Daarnaast schreef hij voor de Volkskrant en speelde ‘s avonds in theaters als lid van Het Werkteater. Vervolgens begon Wolffers in 1976 met het schrijven van columns over geneesmiddelen onder de titel Medicijnstrip voor de Volkskrant. Tot 1977 was hij huisarts.
In 1983 en 1984 deed hij wetenschappelijk onderzoek in Sri Lanka, waarna hij in 1987 promoveerde op het proefschrift Changing traditions in health care, Sri Lanka (veranderende tradities in de gezondheidszorg, Sri Lanka). Hij werd in 1989 benoemd tot buitengewoon hoogleraar 'Gezondheidszorg in ontwikkelingslanden' aan de Vrije Universiteit Amsterdam. Later werd dit omgezet in een regulier hoogleraarschap en werd hij hoogleraar Gezondheid en Cultuur. Op 31 januari 2014 ging hij met emeritaat.
Wolffers schreef onder andere romans, kinderboeken, medische voorlichtingsboeken en wetenschappelijke literatuur. Sinds 1977 verschijnt het standaardwerk Medicijnen, dat vanaf 2002 ook op internet staat. Er zijn ruim een half miljoen exemplaren van het boek verkocht. Bij de eerste uitgave was dit boek een pocket van 180 bladzijden. In de loop van de jaren groeide het uit tot een naslagwerk van meer dan 1100 pagina's. Het is in Nederland het door gebruikers van de gezondheidszorg meest geraadpleegde boek over medicijnen. Vijf jaar lang heeft Achmea zijn database gebruikt op de website. Op het laatst trok die database 280.000 bezoekers per maand. Op 1 juli 2006 kwam de samenwerking tot een einde door verschil van inzicht over wat zo'n site moet bieden.
Naast zijn academische werk schreef hij verschillende boeken: over afvallen, over een gezonde levensstijl en over zijn eigen ziekte, prostaatkanker. Die diagnose vernam Wolffers in 2002. Hij begon met het schrijven van een online 'weekboek', dat iedere zaterdagochtend op zijn website verschijnt. In 2004 verscheen het boek Walvis spelen dat gebaseerd is op de weekboeken. Heimwee naar de lust (2006) gaat over het ziek zijn.
In oktober 2007 verscheen Het dikke afvalboek over diëten en afvallen. Samen met zorgverzekeraar Menzis verzorgde Wolffers de "Afslankacademie", een website met informatie over verantwoord afvallen. De "Afslankacademie" is na verloop van tijd opgeheven.
Wolffers koos voor euthanasie en overleed op 7 oktober 2022 op 74-jarige leeftijd.

## Prijzen
- De Mary Zeldenrustprijs 1987, voor het boek Een eenvoudige cursus voor beginners in de liefde, dat eerst als serie in Vrij Nederland verscheen, daarna als boek succesrijk was en dat Marion Bloem en Wolffers later ook nog in een script voor een televisieserie omwerkten.
- De Van Walree Prijs 2005 voor zijn hele oeuvre, vooral voor de wijze waarop hij publieksinformatie over geneesmiddelen verzorgt.

## Proza
- Een eindje meelopen (stervensbegeleiding voor iedereen, 1977)
- De laatste handelsreiziger (1980)
- Doorlopende voorstelling (1981)
- Het zout van de dode zee (Aardrijkskunde van het geluk, deel 1, 1982)
- De vier rivieren uit het paradijs (Aardrijkskunde van het geluk, deel 2, 1984)
- Het laatste eiland (Aardrijkskunde van het geluk, deel 3, 1987)
- Op zoek naar het paradijs, de topografie van de verbeelding (1989)
- Liefste, mijn liefste (1992)
- Het gevangen beeld (1994)
- De verliefde Waria (1997)
- Het geheim van de man (2003)
- Walvis spelen (2004)
- Heimwee naar de lust (2006)
- Het dikke afvalboek (2007)
- Onweer in de verte (2008)
- Suma (2010)
- Gezond (2011)
- Het Bali van Bloem (2012)
- Reisgezel (2012)
- Het gezonde lifestyleboek (2013)

## Kinderboeken
- Doktertje spelen (1978)
- De lange reis van Chero en Opa Ko (1982)
- Je lichaam je leven (1995)